# Murder Mystery
Murder Mystery is een Amerikaanse filmkomedie uit 2019 onder regie van Kyle Newacheck. De film, met in de hoofdrollen Adam Sandler en Jennifer Aniston, werd uitgebracht op de streaming mediawebsite Netflix.
In 2023 kwam er een tweede deel uit: Murder Mystery 2.

## Synopsis
Na vijftien jaar getrouwd te zijn met politieagent Nick, smacht kapster Audrey naar romantiek in haar leven. Tijdens hun huwelijk beloofde Nick dat hij haar een keer mee zou nemen naar Europa, maar hier lijkt niets van terecht te komen. Op een avond confronteert ze hem met het gebrek aan romantiek waarmee ze kampt, waarop hij liegt dat hij een verrassingsreis naar Europa heeft gepland. Nick boekt een lastminutereis naar Italië en aan boord van het vliegtuig ontmoet het koppel een charmante miljardair, Charles, die hen uitnodigt voor een trip op zijn jacht. Nick is jaloers op de charme van Charles en accepteert dit aanbod met enige tegenzin.
Aan boord van het jacht ontmoeten Nick en Audrey verscheidene excentrieke types, onder wie Charles' ex-vriendin Suzi, die nu een relatie heeft met zijn oude oom Malcolm Quince; Malcolms enige zoon Tobias; filmactrice Grace Ballard; kolonel Ulenga en diens Russische bodyguard Sergei Radjenko; Formule 1-coureur Juan Carlos Rivera; en tot slot Vikram Govindan, de Indiase Maharadja van Mumbai. Malcolm kondigt aan boord aan zijn familie te onterven en zijn vermogen na te laten aan zijn kersverse vriendin Suzi. Nog voordat hij zijn testament kan ondertekenen, valt plotseling het licht uit en loopt Malcolm een fatale dolksteek op.
Audrey, tegen wie Nick altijd heeft gelogen dat hij een detective is, spoort haar man aan om de moord op te lossen. Nog voordat het jacht is teruggekeerd aan wal, sterven er meer verdachten, Na verloop van tijd zijn Nick en Audrey zelf de hoofdverdachten. Zodoende worden ze achterna gezeten door de Franse inspecteur Laurent Delacroix en is het een race tegen de klok om de moord op te lossen en hun eigen naam te zuiveren.

## Overzicht van moorden
| Personage:         | Vermoord door      | Doodsoorzaak                                     |
| ------------------ | ------------------ | ------------------------------------------------ |
| Malcolm Quince     | Tobias Quince      | Neergestoken met een dolk                        |
| Tobias Quince      | Grace Ballard      | Neergeschoten                                    |
| Sergei Radjenko    | Juan Carlos Rivera | Neergeschoten                                    |
| Suzi Nakamura      | Grace Ballard      | Neergeschoten met blaaspistool                   |
| Charles Cavendish  | Grace Ballard      | Vergiftiging                                     |
| Grace Ballard      | Nick Spitz         | Neergeschoten met het pistool van Kolonel Ulenga |
| Juan Carlos Rivera | N.v.t              | Aangereden door tour bus                         |

## Rolverdeling
| Acteur                | Personage                    |
| --------------------- | ---------------------------- |
| Adam Sandler          | Nick Spitz                   |
| Jennifer Aniston      | Audrey Spitz                 |
| Luke Evans            | Charles Cavendish            |
| Gemma Arterton        | Grace Ballard                |
| Terence Stamp         | Malcolm Quince               |
| David Walliams        | Tobias Quince                |
| Luis Gerardo Méndez   | Juan Carlos Rivera           |
| Dany Boon             | Inspecteur Laurent Delacroix |
| Shiori Kutsuna        | Suzi Nakamura                |
| Adeel Akhtar          | Maharadja Vikram Govindan    |
| John Kani             | Kolonel Ulenga               |
| Ólafur Darri Ólafsson | Sergei Radjenko              |

## Productie
In juni 2012 kwam het nieuws dat regisseur John Madden en schrijver James Vanderbilt actrice Charlize Theron hadden gecast in hun nieuwe filmproject Murder Mystery, 'een liefdevolle deconstructie van een Agatha Christie-achtige thriller'. Madden werd aangesteld als regisseur nadat Anne Fletcher de taak afsloeg. Het project kwam echter niet van de grond.
In maart 2018 werd het project opnieuw aangekondigd, deze keer met Kyle Newacheck als regisseur en Adam Sandler en Jennifer Aniston in de hoofdrollen. In juni dat jaar werden de overige castleden aangekondigd. De draaiperiode vond plaats in Canada en Italië in juni en juli 2018. Sandler en Aniston waren eerder samen te zien in de filmkomedie Just Go with It (2011); over hun tweede samenwerking vertelde Aniston: "Het was daarom heel makkelijk om weer samen op de set te staan. We hebben altijd contact gehouden dus we konden zo beginnen."